# Burchells zebra
Burchells zebra (Equus quagga burchellii) är en underart av stäppzebran.
När underarten beskrevs hade den ett utbredningsområde som sträckte sig från floderna Vaal och Oranje i Sydafrika åt nordväst över Botswana till Etosha nationalparken i norra Namibia och till öknen Kaokoveld i gränsområdet mellan Namibia och Angola. En annan gren av utbredningsområdet sträckte sig från de nämnda floderna till Swaziland och till provinsen KwaZulu-Natal i östra Sydafrika. Populationen i utbredningsområdets centrum dog ut. Den population (underart) som ursprungligen beskrevs som Equus quagga antiquorum sammanfogades med Burchells zebra.